# Öarna över vinden

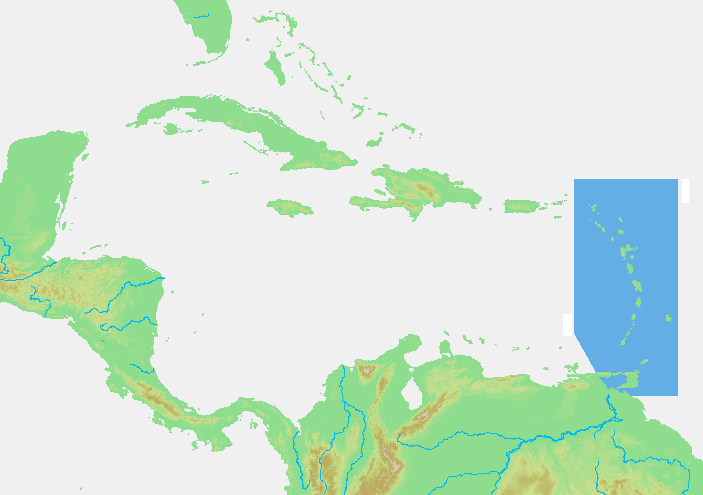
Öarna över vinden.

Öarna över vinden (spanska: Islas de Barlovento, franska: Îles-du-Vent, nederländska: Bovenwindse Eilanden) är en del av ögruppen Små Antillerna, omfattande hela ökedjan från Stora Antillerna till Trinidad.
Den nordliga delen (Dominica till Jungfruöarna) brukar på engelska benämnas som Leeward Islands (svenska: Läöarna) och den sydliga delen (Martinique till Grenada) brukar benämnas som Windward Islands (svenska: Lovartöarna). En viss förvirring råder dock kring dessa begrepp.
Öarna står under inflytande av passadvinden från öst och nederbördsmängden ligger över 2 000 mm per år. De flesta öar i gruppen skapades av vulkaner.

## Öar

### Läöarna
- Spanska Jungfruöarna: Vieques, Culebra (USA)
- Amerikanska Jungfruöarna: Saint Thomas, Saint John, St. Croix, Water Island (USA)
- Brittiska Jungfruöarna: Jost Van Dyke, Tortola, Virgin Gorda, Anegada (Storbritannien)
- Anguilla (Storbritannien)
- Saint Martin (Frankrike)
- Sint Maarten (Nederländerna)
- Saint-Barthélemy (Frankrike)
- Saba (Nederländerna)
- Sint Eustatius (Nederländerna)
- Saint Kitts (Samväldet)
- Nevis (Samväldet)
- Barbuda (Samväldet)
- Antigua (Samväldet)
- Redonda (obebodd ö)
- Montserrat (Storbritannien)
- Guadeloupe (Frankrikes utomeuropeiska departement)
- La Désirade (Dependency of Guadeloupe, Frankrike)
- Îles des Saintes (Dependency of Guadeloupe, Frankrike)
- Marie-Galante (Dependency of Guadeloupe, Frankrike)
- Dominica (Samväldet)

### Lovartöarna
- Dominica
- Martinique
- Saint Lucia
- Saint Vincent och Grenadinerna: Saint Vincent, Bequia, Mustique, Canouan Island, Mayreau Island, Union Island, Palm Island, Petit Saint Vincent
- Grenada: Grenadinerna, Petite Martinique, Carriacou Island, Ronde Island